# Eredità nascosta
Eredità nascosta (Des Vaters letzter Wille) è un film muto del 1917 prodotto e diretto da Joe May in Germania.

## Produzione
Venne prodotto nel 1916 da Joe May per la sua casa di produzione, la May-Film GmbH (Berlin).

## Distribuzione
Il film, nel 1920, fu distribuito anche in Italia con visto di censura 15414 del 4 ottobre 1920.